# أشلي بورتش
أشلي بورتش (بالإنجليزية: Ashly Burch)‏ مواليد 19 يونيو 1990، هي ممثلة، مؤدية أصوات، مغنية وكاتبة أمريكية من أصول تايلاندية. معروفة بتأدية صوت شخصية «تيني تينا» في لعبة بوردرلاندز 2. وهي إحدى كتاب سلسلة وقت المغامرة على كرتون نتورك. فازت بجائزة جولدن جويستيك لأفضل أداء لتأديتها صوت شخصية «كلوي» في لعبة حياة غريبة.وقامت بأداء الصوت لشخصية إلوي في لعبة هوريزن زيرو دون.

## الأعمال
- الينس:كولونيال مارينيس
- بوردرلاندز 2
- ساينتس رو IV
- تيم فورتريس 2
- بوردرلاندز:ما قبل التكملة
- حياة غريبة
- مورتال كومبات إكس
- إيفولف
- ليغو العالم الجوراسي
- فول أوت 4
- قائمة حلقات دراغون بول كاي
- ستاينز؛غيت
- هجوم العمالقة
- خلف حائط الحديقة
- وقت المغامرة
- هوريزن زيرو دون.

## روابط خارجية
- أشلي بورتش على موقع IMDb (الإنجليزية)
- أشلي بورتش على موقع ألو سيني (الفرنسية)
- أشلي بورتش على موقع ميوزك برينز (الإنجليزية)
- أشلي بورتش على موقع أول موفي (الإنجليزية)
- أشلي بورتش على موقع ديسكوغز (الإنجليزية)
- أشلي بورتش على موقع قاعدة بيانات الفيلم (الإنجليزية)
- أشلي بورتش على موقع كينوبويسك (الروسية)
- أشلي بورتش على موقع ANN person (الإنجليزية)